# Blaschette
Blaschette är en ort i Luxemburg.   Den ligger i distriktet Luxemburg, i den centrala delen av landet, 10 kilometer norr om huvudstaden Luxemburg. Blaschette ligger 353 meter över havet och antalet invånare är 465.
Terrängen runt Blaschette är platt åt nordost, men åt sydväst är den kuperad.  Runt Blaschette är det ganska tätbefolkat, med 166 invånare per kvadratkilometer.. Närmaste större samhälle är Luxemburg, 9,9 kilometer söder om Blaschette. 
I omgivningarna runt Blaschette växer i huvudsak blandskog.